# Cora de Santaver

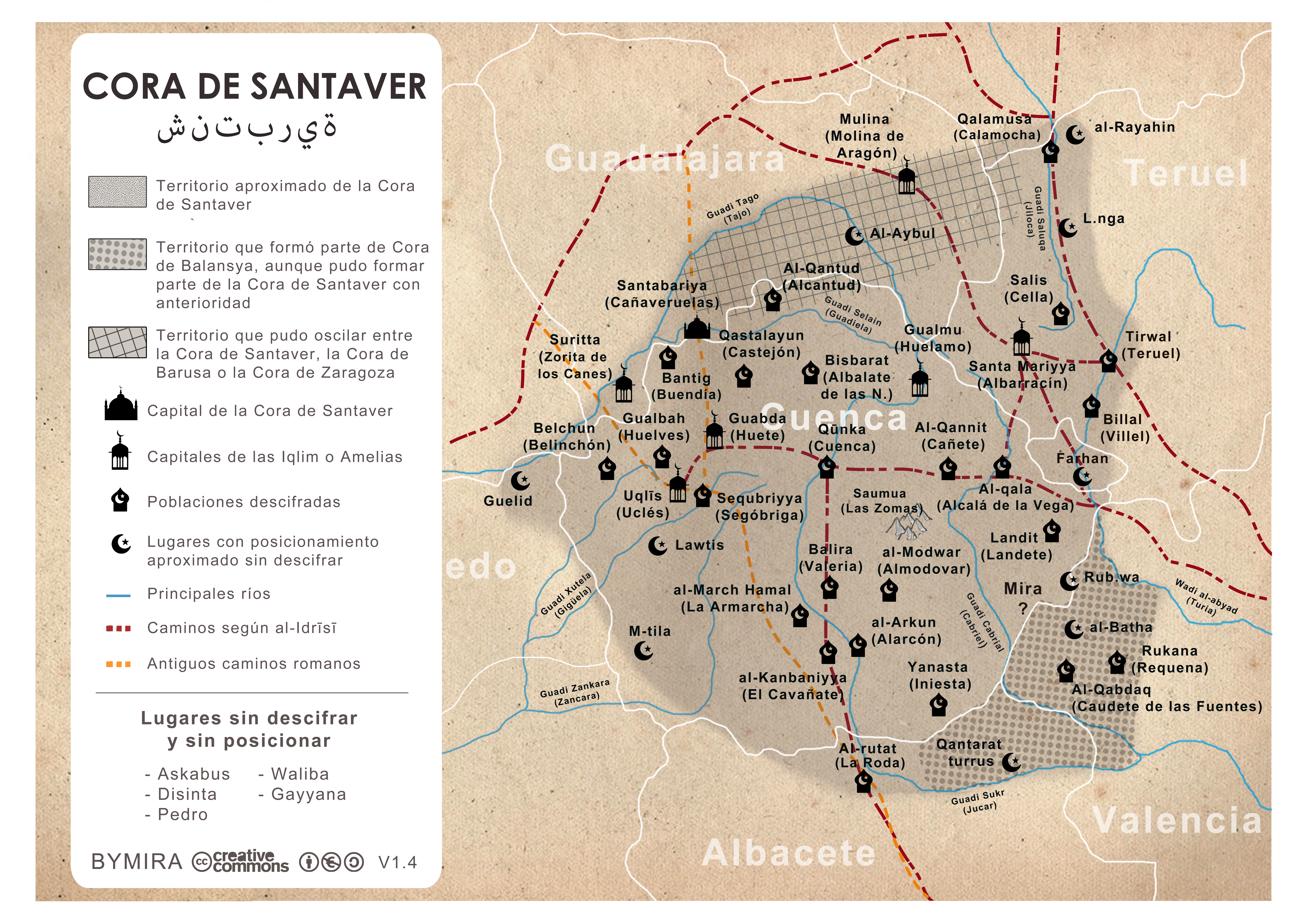
Mapa aproximado de la Cora de Santaver

La Cora de Santaver, Santavería o Santabariya (en árabe: شنتبرية‎, Šantabarīa) era una de las divisiones territoriales en que estaba organizado el Califato de Córdoba, extendiéndose por las actuales provincias de Cuenca, parte de la provincia de Guadalajara y Teruel. Su nombre proviene de una arabización de Celtiberia, nombre por el que era conocida la ciudad romana de Ercávica, en la que se estableció la primera capital.

## Extensión y límites
Su límite noreste llegaba al nacimiento del río Tajo, el valle del río Turia, hasta Tirwal (Teruel) y, continuando por la depresión del río Jiloca, alcanzaba hasta Qalamusa (Calamocha, Teruel). Hacia el oeste, llegaba a Mulin (Molina de Aragón, Guadalajara), haciendo frontera en el río Tajo hasta un determinado punto entre el castillo de Welid y el monte toledano de Awkaniya (Ocaña), en el sur. Desde ahí se extendía hasta Uclés y, por el río Cabriel, hasta el Turia, cerrando su demarcación. Parece heredera de una antigua división visigoda, la llamada Hitación de Wamba con los tres obispados situados en Cuenca, Valeria, Segóbriga y Ercávica más otras zonas incorporadas ya en época musulmana.

## Economía
En la cora se cultivaba trigo y cebada, así como olivo, vid, nogales, avellanos y azafrán. También era importante el pastoreo de corderos y la cría de caballos. Además, ya se producía el traslado de maderas por el río Cabriel y el Júcar: los pinos talados se transportaban hasta Cullera y, desde allí, a Denia para emplearlos en la construcción de barcos o a Valencia para la edificación.

## La capital de la cora
Se trataba de una cora poco poblada y económicamente débil, adscrita a la Marca media. La capitalidad de esta cora varió con el tiempo. Inicialmente se situó en Šantabarīa (Ercávica), que el geógrafo Yakut describe así: "[...] ciudad enlazada con el alfoz de Medinaceli, en al-Ándalus. Está situada al E. de Córdoba. Es una gran ciudad que posee riquezas naturales. Comprende muchos castillos. En sus tierras hay nogales y avellanos. Dista de Córdoba ochenta parasangas". La capitalidad pasó posteriormente a Uklís (Uclés), a Walma (Huélamo) y al-Qannit (Cañete), que era la capital en época califal y, finalmente, a Qunka (Cuenca), fundada por al-Mansur en el 999.  Con la desaparición del Califato, pasó a integrarse en la Taifa de Toledo.